# Будинок міри та ваги
Будинок міри та ваги — пам'ятка архітектури місцевого значення у Чернігові.

## Історія
Рішенням виконкому Чернігівської обласної ради народних депутатів від 26.06.1989 № 130 надано статус пам'ятки архітектури місцевого значення з охоронним № 50-Чг. Будівля має власну «територію пам'ятки» та розташована у «комплексній охоронній зоні» (яка також включає інший пам'ятник Корпус міської лікарні та ще три будівлі), згідно з правилами забудови та використання території. На будівлі не встановлено інформаційну дошку.

## Опис
Одноповерховий будинок збудований у 19 столітті згідно з «Планами губернського міста Чернігова», затвердженими у 1803 та 1805 роках. Архітектор — Антон Іванович Карташевський. Фасад завершується трикутним фронтоном. Розташований на новій торговій площі Олександрівській. Спочатку складав класицистичний комплекс з аналогічним будинком зі східного боку площі та криницею, який оперізувала колонада доричного ордену (не збереглися).
У повоєнні роки перетворено на склад. У 1963 році будівля була реконструйована для телестудії за проектом архітектора Андрія Антоновича Карнабеда.